# Cozola menadoensis
Cozola menadoensis är en fjärilsart som beskrevs av Collenette 1933. Cozola menadoensis ingår i släktet Cozola och familjen tofsspinnare. Inga underarter finns listade i Catalogue of Life.